# Lãnh thổ tự trị
Có nhiều quốc gia vì muốn duy trì toàn vẹn lãnh thổ trước những đòi hỏi về tự quyết hoặc độc lập của dân tộc bản địa (indigenous) hay sắc tộc (ethnic) đôi khi áp đặt hoặc đề nghị cho quyền tự trị giới hạn đến những khu vực như vậy (ví dụ: Greenland).
Kể từ khi kết thúc Chiến tranh thế giới thứ nhất, có xu hướng trong phôi thai nhưng ngày gia tăng các cường quốc thực dân dựng lên các vùng tự trị giới hạn để thay đổi cái nhìn của thế giới về việc bóc lột và vơ vét các lãnh thổ bị trị. Áp lực thế giới đòi giải phóng các thuộc địa như thế là tâm điểm của Hiến chương Đại Tây Dương, Hiến chương Liên hiệp quốc và cuối cùng là Giải pháp 1514 và 1541 của Đại hội đồng Liên hiệp quốc được ký vào năm 1960. Khi việc thực thi xóa bỏ chế độ thuộc địa và thúc đẩy quyền tự quyết như được diễn tả trong giải pháp của Liên hiệp quốc dần dần trở nên uổng phí về thời gian và mất đi ý nghĩa về chính trị thì các cường quốc thực dân của thế kỷ 21 như Cộng hòa Nhân dân Trung Hoa và Cộng hòa Indonesia đáng lẽ nên tiếp tục khơi dậy sự ủng hộ của cộng đồng thế giới trong việc xóa bỏ thuộc địa các lãnh thổ như vậy.
Tại Indonesia, một nhà báo ly khai đã phát biểu: "Tự trị là kế sách cuối cùng của thực dân khắp nơi để duy trì lãnh thổ thuộc địa và cũng là chiến lược lừa bịp để che đậy việc thực dân hóa của họ".
Sau đây là danh sách liệt kê các lãnh thổ tự trị theo từng quốc gia.

## Trung Quốc
| Tên vùng tự trị     | Mức độ tự trị                     |
| ------------------- | --------------------------------- |
| Hồng Kông           | Vùng lãnh thổ có quy chế quốc gia |
| Ma Cao              | Vùng lãnh thổ có quy chế quốc gia |
| Tân Cương           | Khu tự trị, mức độ thấp           |
| Khu tự trị Tây Tạng | Khu tự trị, mức độ thấp           |
| Quảng Tây           | Khu tự trị, mức độ thấp           |
| Nội Mông            | Khu tự trị, mức độ thấp           |
| Ninh Hạ             | Khu tự trị, mức độ thấp           |

## Gruzia
| Tên vùng tự trị | Mức độ tự trị                                                                              |
| --------------- | ------------------------------------------------------------------------------------------ |
| Abkhazia        | Cộng hòa tự trị, mức độ trung bình, phần lớn lãnh thổ đã đơn phương tuyên bố độc lập       |
| Adjara          | Cộng hòa tự trị, mức độ trung bình                                                         |
| Nam Ossetia     | Chuyển sang Cộng hòa tự trị, mức độ thấp, phần lớn lãnh thổ đã đơn phương tuyên bố độc lập |

## Phần Lan
| Tên vùng tự trị | Mức độ tự trị           |
| --------------- | ----------------------- |
| Quần đảo Åland  | Tỉnh tự trị, mức độ cao |

## Nga
| Tên vùng tự trị     | Mức độ tự trị                              |
| ------------------- | ------------------------------------------ |
| Dagestan            | Cộng hòa, mức độ trung bình                |
| Adygea              | Cộng hoà, mức độ thấp có thể nhập vào tỉnh |
| Cộng hòa Altai      | Cộng hoà, mức độ thấp có thể nhập vào tỉnh |
| Chechnya            | Cộng hòa, mức độ thấp                      |
| Ingushetia          | Cộng hoà, mức độ thấp có thể nhập vào tỉnh |
| Mordovia            | Cộng hòa, mức độ thấp                      |
| Mari-El             | Cộng hòa, mức độ thấp                      |
| Kabardino-Balkaria  | Cộng hòa, mức độ trung bình                |
| Kalmykia            | Cộng hoà, mức độ thấp có thể nhập vào tỉnh |
| Karachay-Cherkessia | Cộng hòa, mức độ trung bình                |
| Cộng hòa Kareliya   | Cộng hòa, mức độ thấp                      |
| Komi                | Cộng hoà, mức độ thấp có thể nhập vào tỉnh |
| Bashkortostan       | Cộng hòa, mức độ trung bình                |
| Buryatia            | Cộng hoà, mức độ thấp có thể nhập vào tỉnh |
| Tatarstan           | Cộng hòa, mức độ cao                       |
| Sakha               | Cộng hòa, mức độ trung bình                |
| Khakassia           | Cộng hòa, mức độ thấp                      |
| Tuva                | Cộng hòa, mức độ trung bình                |
| Udmurtia            | Cộng hòa, mức độ thấp                      |
| Bắc Ossetia-Alania  | Cộng hòa, mức độ trung bình                |
| Chuvashia           | Cộng hòa, mức độ trung bình                |

## Tây Ban Nha
| Tên vùng tự trị  | Mức độ tự trị                       |
| ---------------- | ----------------------------------- |
| Xứ Basque        | Cộng đồng tự trị, mức độ cao        |
| Catalunya        | Cộng đồng tự trị, mức độ cao        |
| Quần đảo Canaria | Cộng đồng tự trị, mức độ thấp       |
| Ceuta            | Thành phố tự trị, mức độ thấp       |
| Melilla          | Thành phố tự trị, mức độ thấp       |
| Galicia          | Cộng đồng tự trị, mức độ trung bình |

## Ý
| Vùng tự trị                    | Mức độ tự trị                                                                 |
| ------------------------------ | ----------------------------------------------------------------------------- |
| Thung lũng Aosta               | Khu tự trị, mức độ trung bình                                                 |
| Sicilia                        | Khu tự trị, mức độ trung bình                                                 |
| Friuli-Venezia Giulia          | Khu tự trị, mức độ trung bình                                                 |
| Sardegna (Sardinia)            | Khu tự trị, mức độ cao                                                        |
| Dòng Chiến sĩ Toàn quyền Malta | Mức độ cao, bán tự trị được trao vào 1971 (Sovereign Military Order of Malta) |
| Trentino-Nam Tirol             | Khu tự trị, mức độ cao (Trentino-Alto Adige/Südtirol)                         |

## Bồ Đào Nha
| Tên vùng tự trị | Mức độ tự trị                 |
| --------------- | ----------------------------- |
| Açores          | Khu tự trị, mức độ trung bình |
| Madeira         | Khu tự trị, mức độ cao        |

## Anh Quốc
| Tên vùng tự trị | Mức độ tự trị        |
| --------------- | -------------------- |
| Bắc Ireland     | Cộng hòa, mức độ cao |
| Scotland        | Quốc gia, mức độ cao |
| Wales           | Lãnh xứ, mức độ cao  |

## Antille thuộc Hà Lan
| Tên vùng tự trị | Mức độ tự trị                          |
| --------------- | -------------------------------------- |
| Bonaire         | Đảo tự trị đến 2009, mức độ trung bình |
| Curaçao         | Đảo tự trị đến 2009, mức độ trung bình |
| Saba            | Đảo tự trị đến 2009, mức độ trung bình |
| Sint Maarten    | Đảo tự trị đến 2009, mức độ trung bình |
| Sint Eustatius  | Đảo tự trị đến 2009, mức độ trung bình |

## Indonesia
| Tên vùng tự trị          | Mức độ tự trị                              |
| ------------------------ | ------------------------------------------ |
| Aceh                     | Lãnh thổ đặc biệt, nhưng không hiệu quả    |
| Papua hay Tây New Guinea | Tỉnh tự trị đặc biệt, nhưng không hiệu quả |
| Yogyakarta               | Vùng đặc biệt, nhưng không hiệu quả        |

## Comoros
| Tên vùng tự trị | Mức độ tự trị                      |
| --------------- | ---------------------------------- |
| Anjouan         | Cộng hòa tự trị, mức độ trung bình |
| Grand Comore    | Đảo tự trị, mức độ thấp            |
| Moheli          | Đảo tự trị, mức độ trung bình      |

## Đan Mạch
| Tên vùng tự trị | Mức độ tự trị          |
| --------------- | ---------------------- |
| Quần đảo Faroe  | Khu tự trị, mức độ cao |
| Greenland       | Khu tự trị, mức độ cao |

## Pakistan
| Tên vùng tự trị | Mức độ tự trị                        |
| --------------- | ------------------------------------ |
| Azad Kashmir    | Cộng hòa Hồi giáo, mức độ trung bình |

## Hy Lạp
| Tên vùng tự trị | Mức độ tự trị                    |
| --------------- | -------------------------------- |
| Núi Athos       | Bang Monastic tự trị, mức độ cao |

## Papua New Guinea
| Tên vùng tự trị | Mức độ tự trị            |
| --------------- | ------------------------ |
| Bougainville    | Tỉnh tự trị, mức độ thấp |

## Pháp
| Tên vùng tự trị | Mức độ tự trị                 |
| --------------- | ----------------------------- |
| Corse           | Lãnh thổ hợp địa, mức độ thấp |

## Ukraina
| Tên vùng tự trị | Mức độ tự trị                                                                     |
| --------------- | --------------------------------------------------------------------------------- |
| Krym            | Cộng hòa tự trị, mức độ trung bình, đã trưng cầu dân ý sáp nhập vào Liên bang Nga |

## Moldova
| Tên vùng tự trị | Mức độ tự trị                                                                        |
| --------------- | ------------------------------------------------------------------------------------ |
| Găgăuzia        | Khu tự trị, mức độ trung bình                                                        |
| Transnistria    | Đơn vị lãnh thổ tự trị, mức độ cao, phần lớn lãnh thổ đã đơn phương tuyên bố độc lập |

## Iraq
| Tên vùng tự trị | Mức độ tự trị                 |
| --------------- | ----------------------------- |
| Kurdistan       | Khu tự trị, mức độ trung bình |

## Ấn Độ
| Tên vùng tự trị  | Mức độ tự trị                 |
| ---------------- | ----------------------------- |
| Jammu và Kashmir | Khu tự trị, mức độ trung bình |

## Hàn Quốc
| Tên vùng tự trị | Mức độ tự trị                  |
| --------------- | ------------------------------ |
| Jeju-do         | Tỉnh tự trị, mức độ trung bình |

## Uzbekistan
| Tên vùng tự trị | Mức độ tự trị         |
| --------------- | --------------------- |
| Qaraqalpaqstan  | Cộng hòa, mức độ thấp |

## Serbia
| Tên vùng tự trị | Mức độ tự trị                                           |
| --------------- | ------------------------------------------------------- |
| Kosovo          | Tỉnh tự trị, mức độ cao, đã đơn phương tuyên bố độc lập |
| Vojvodina       | Tỉnh tự trị, mức độ trung bình                          |

## Philippines
| Tên vùng tự trị | Mức độ tự trị                 |
| --------------- | ----------------------------- |
| Bangsamoro      | Khu tự trị, mức độ trung bình |

## Azerbaijan
| Tên vùng tự trị  | Mức độ tự trị                      |
| ---------------- | ---------------------------------- |
| Nakhchivan       | Cộng hòa tự trị, mức độ trung bình |
| Nagorno-Karabakh | Đang phát triển                    |

## Nicaragua
| Tên vùng tự trị | Mức độ tự trị                 |
| --------------- | ----------------------------- |
| Zelaya          | Khu tự trị, mức độ trung bình |

## Mauritius
| Tên vùng tự trị | Mức độ tự trị           |
| --------------- | ----------------------- |
| Rodrigues       | Đảo tự trị, mức độ thấp |

## Fiji
| Tên vùng tự trị | Mức độ tự trị               |
| --------------- | --------------------------- |
| Rotuma          | Vùng phụ thuộc, mức độ thấp |

## Bosna và Hercegovina
| Tên vùng tự trị | Mức độ tự trị               |
| --------------- | --------------------------- |
| Cộng hòa Srpska | Cộng hòa, mức độ trung bình |

## Bỉ
| Tên vùng tự trị | Mức độ tự trị           |
| --------------- | ----------------------- |
| Wallonie        | Vùng, mức độ trung bình |

## Tanzania
| Tên vùng tự trị | Mức độ tự trị                 |
| --------------- | ----------------------------- |
| Zanzibar        | Đảo tự trị, mức độ trung bình |

## Kiribati
| Tên vùng tự trị | Mức độ tự trị              |
| --------------- | -------------------------- |
| Banaba          | Đảo tự trị, không hữu hiệu |

## Grenada
| Tên vùng tự trị              | Mức độ tự trị             |
| ---------------------------- | ------------------------- |
| Carriacou và Tiểu Martinique | Phụ thuộc, không hữu hiệu |

## Guinea Xích Đạo
| Tên vùng tự trị | Mức độ tự trị        |
| --------------- | -------------------- |
| Annobon         | Tỉnh đang phát triển |

## Angola
| Tên vùng tự trị | Mức độ tự trị        |
| --------------- | -------------------- |
| Cabinda         | Tỉnh đang phát triển |

## Chile
| Tên vùng tự trị | Mức độ tự trị           |
| --------------- | ----------------------- |
| Đảo Phục Sinh   | Đảo xa, đang phát triển |

## Somalia
| Tên vùng tự trị | Mức độ tự trị                    |
| --------------- | -------------------------------- |
| Puntland        | Vùng đang phát triển             |
| Somaliland      | Vùng đang phát triển đòi ly khai |